# Christian Olde Wolbers
Christian Olde Wolbers (Antwerpen, 5 augustus 1973) is een Belgisch gitarist, songwriter en musicus. Hij is vooral bekend als voormalig gitarist van Fear Factory. Tegenwoordig is hij lid van de industrial metalband Arkaea. Verder heeft hij als gastartiest meegewerkt aan de albums van onder andere Threat Signal.

## Biografie
Olde Wolbers werd geboren in België maar heeft ook de Nederlandse nationaliteit. Hij studeerde van 1990 tot 1991 in de Verenigde Staten. Als tiener hield hij zich bezig met sport. Zo was hij doelman voor Germinal Beerschot, maar stopte hiermee om zich op muziek te kunnen richten. In december 1993 keerde hij hier terug om zich bij de band Fear Factory te voegen als basgitarist. Samen met de band nam hij vijf albums op.
In 2002 ging de groep uit elkaar. In 2003 kwamen ze weer bijeen. Olde Wolbers had zijn interesse toen reeds verlegd naar gitaar, dus verving hij Dino Cazares als gitarist. In 2009 verlieten zowel Wolbers als drummer Raymond Herrera de band omdat zanger Burton C. Bell Fear Factory wilde hervormen met Dino Cazares, bassist Byron Stroud, en drummer Gene Hoglan.
Olde Wolbers werkt sinds 2009 aan het muziekproject Arkaea, samen met mede ex-Fear Factory lid Raymond Herrera, en Jon Howard en Pat Kavanagh van de band Threat Signal. Op 14 juli 2009 kwam hun debuutalbum uit; Years in the Darkness.
Olde Wolbers heeft ook bijgeragen aan andere albums, waaronder het album Infinity van Devin Townsend en Passenger van Mnemic. Hij trad tijdens de eerste drie optredens van de Europese concerttour van KoRn op als gitarist.
Tegenwoordig is hij de bassist van de Bay-Area Thrashmetal band Vio-Lence.

## Gitaren
Olde Wolbers heeft een aantal gitaren gemaakt door Jackson, waaronder een 7-snarige gitaar gemaakt door Mike Shannon in 2003. Hij heeft ook 2 zeven-snarige gitaren gemaakt door ESP.

## Discografie

### Met Fear Factory
- Demanufacture (1995) (Bassist)
- Obsolete (1998) (Bassist)
- Digimortal (2001) (Bassist)
- Archetype (2004) ( Gitarist /Bassist)
- Transgression (2005) (Gitarist/Bassist)

### Met Arkaea
- Years in the Darkness (2009) ( Gitarist)

Met Vio-lence
- Let the World Burn (2022) (Bassist)

### Gastoptredens
- Devin Townsend - Infinity (1998) (basgitaar)
- Roadrunner United - The All Star Sessions (2005) (Bass op The Dagger, Independent (Voice of the Voiceless), The Rich Man en Army of the Sun)
- Threat Signal - Under Reprisal (2006) (achtergrondzang en -keyboard)